# Франческо Сфорца
Франческо Алесандро Сфорца (итал. Francesco Alessandro Sforza; Сан Минијато, 25. августа 1401 - 8. марта 1466) био је истакнути италијански кондотијер и војсковођа, и први војвода Милана (1449—1466) из династије Сфорца. 

## Живот и рад
Рођен као ванбрачни син кондотијера Муција Сфорце, Франческо је у служби миланског војводе Филипа Марија Висконтија (итал. Filippo Mario Visconti) ратовао против Млетачке републике и Папе. Женидбом 1441. са Висконтијевом ћерком, добио је Понтремоли и Кремону, и наследство Миланског војводства. Када је 1447. у Милану избила побуна грађана, којом је протеран Висконти и основана Амброзијанска република, Сфорца је 1449. после опсаде заузео град. Као милански војвода, еластичном политиком и савезима стекао је право на Ђенову, а миром у Лодију (1454) консолидовао је, за неко време, прилике у северној Италији.